# Alundum
Alundum es el corindón artificial, compuesto por óxido de aluminio (alúmina) Al2O3, también se le conoce como orund.

## Obtención
Se obtiene en fundición mediante hornos eléctricos a temperaturas que rondan los 2000 °C, usando como materia prima la bauxita, principal fuente en uso de obtención del aluminio. En la maquinaria-herramienta es usado principalmente como material abrasivo debido a su grado de dureza 9,25 en la escala Mohs, que toma como referencia el diamante en 10. También se usa en revestimientos refractarios.
El nombre según la IUPAC es oxo(oxoalumanyloxy)alumane.